# Franz-Peter Tebartz-van Elst
Franz-Peter Tebartz-van Elst, född 20 november 1959 i Kevelaer, är biskop emeritus av Limburgs stift. I mars 2014 tvingades han att avgå efter att det hade framkommit att han bland annat spenderat 31 miljoner euro på renoveringar av det officiella biskopsresidenset.